# ウーメラ (南オーストラリア州)

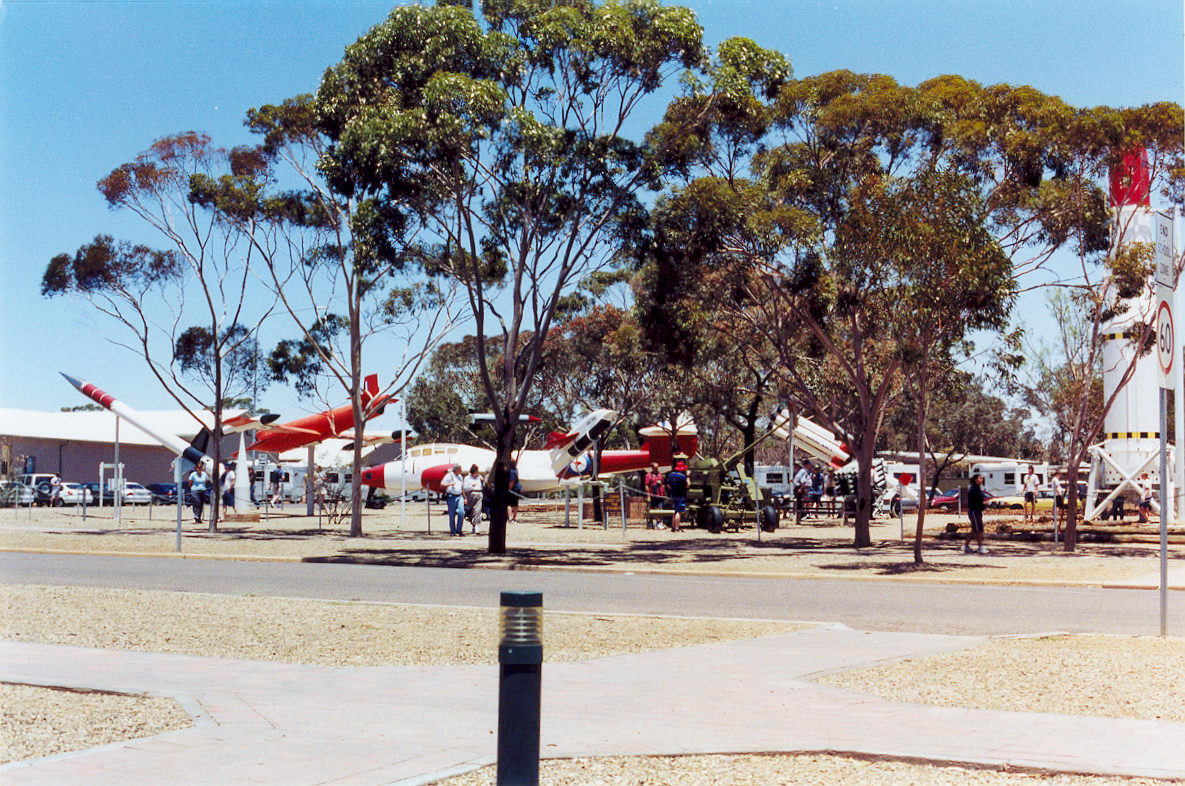
ウーメラ (Woomera）

ウーメラ（Woomera）は、サウスオーストラリア州の村である。アデレードからスチュアート・ハイウェイ(Stuart Highway)を北へ500km弱北上すると、ピンバ(Pimba)のあたりで西に方向を変えるが、このピンバから北へ分岐する道(ロクスビー・ダウンズ・ロード(Roxby Downs Road))に入り、北へ約7kmのところにある。
南緯31度12分 東経136度49分 / 南緯31.200度 東経136.817度座標: 南緯31度12分 東経136度49分 / 南緯31.200度 東経136.817度。
元々は北西に隣接するウーメラ立入制限区域（Woomera Prohibited Area; WPA）の維持・管理、およびウーメラ試験場（Woomera Test Facility; WTF）での試験サポートのための宿泊・生活のためにできた人工の村であるが、近年は観光や旅行の中継地としての役割も果たす。
地名の「ウーメラ」はアボリジニの投槍器に由来する。1999年から2003年までウーメラ移住受付処理センターという亡命希望者と難民を収容する施設があり、物議を醸した。

## 歴史
ウーメラの町は1947年、軍用に世界最大の試験区域である127,000km2の敷地がウーメラ立入制限区域(WPA)が設定された事から始まった。
イギリス軍がドイツから接収したV1飛行爆弾とV2ロケットの試験や独自のロケットや核兵器の研究を行った。
しかしイギリス単独では試験施設を運営するだけの人口密度が低かったのでオーストラリア政府に協力を要請した。町が造られ施設内に長距離の道路が建設された。